# Auður Jónsdóttir
Auður Jónsdóttir (née le 30 mars 1973) est une femme de lettres islandaise contemporaine.

## Biographie
Auður Jónsdóttir est la petite-fille de Halldór Laxness. Sa carrière commença avec un récit en 1997. Son premier roman Stjórnlaus lukka fut nommé en 1998 au Prix de Littérature Islandais, ainsi que son roman Fólkið í kjallaranum en 2004. Elle écrit aussi des livres pour les enfants. Elle habite à Copenhague avec son mari.